# Immling Festival
Das Immling Festival in Halfing im Chiemgau ist ein Festival für klassische Musik. Es findet seit 1997 jährlich von Juni bis August statt. Gespielt werden Opern, Konzerte, Musicals und Kinderopern.

## Geschichte
Das Immling Festival entstand im Jahr 1997. Die von Opernsänger Ludwig Baumann, heute Intendant des Immling Festivals, produzierte Aufführung der Mozart-Oper Die Zauberflöte mit verschiedenen ansässigen Chören sollte auf einer Seebühne in Halfing stattfinden. Wegen schwerer Regenschauer und Gewitter wurde die Aufführung spontan in die Reithalle von Immling verlegt, wo die Oper fünfmal zur Aufführung gelangte. 
1998 wurde erstmals das „Chiemgauer Musikfestival auf Gut Immling“ veranstaltet, das vom 24. Juli bis zum 2. August stattfand. Auf dem Programm standen die Opern Der Freischütz unter der Regie von Ludwig Baumann, Der Barbier von Sevilla unter der Regie von Toni Müller sowie weitere Veranstaltungen wie ein Volksmusik-Tag, ein Operettenkonzert, ein Familientag und ein Schlagerabend mit Trini Lopez.